# 藤崎朱里
藤崎 朱里（ふじさき あかり、1984年10月16日 - ）は、日本の元女子バレーボール選手で、現在はラグビーユニオン選手。

## 来歴
長崎県長崎市出身。長崎女子高校を経て、東海大学に進学。在学中はユニバーシアード日本代表にも選ばれた。
2007年、秋田わか杉国体の強化チームである、こまちレオニーノに入団。2007年10月国体終了後、日立佐和リヴァーレに移籍。
2009年5月よりチーム主将を務めた。2009/10シーズンのVチャレンジリーグ優勝に大きく貢献し、自らもMVP・スパイク賞を獲得した。
ニックネームの"シュリ"は、名前の朱里を音読みしたものである。
2010年5月、日立リヴァーレを退団。大学時代から興味があった女子7人制ラグビーの選手を目指し、「セブンズアカデミー」に参加。藤崎は「バレーボールは大好きだったが、オリンピック出場の夢のほうが大きかった」と語っている。7人制日本代表に選出され、第16回アジア競技大会に出場しオリンピック出場を目指す。ラグビーへの転身は父親に反対されたが、「オリンピックに連れて行くから」と説得したという。
RKUドラゴンズ所属を経て、オリンピックを目指す専門チーム「ラガール7」に所属。本人の底知れぬ努力に加えて、ラガール7により毎日のグランド、サプリメント、寮、ウェア、ニュージーランド人専属コーチ、仕事、ケアトレーナーなどが提供されラグビーを初めてわずか10か月で日本代表のキャプテンにまで上り詰めた（後に鈴木彩香が復帰）。
これに伴って、次々と他種目のトップアスリートによる未経験者や日本代表選手が同チームに集まり始めている。

## 所属チーム

### バレーボール
- 長崎女子高等学校
- 東海大学
- こまちレオニーノ（2007年）
- 日立佐和リヴァーレ（2007-2010年）

### ラグビー
- RKUドラゴンズ
- ラガール7

## 受賞歴
- 2009年 - 2009/10 チャレンジリーグ MVP、スパイク賞